# Aeroportul Şanlıurfa GAP
Aeroportul Şanlıurfa GAP (IATA: GNY, ICAO: LTCS) este un aeroport din Provincia Șanlıurfa, Turcia ce deservește zona Şanlıurfa. Aeroportul a fost tranzitat în 2022 de 640.770 de pasageri. A fost deschis în 2007 și numit după zona deservită.
Situat la o altitudine de 823 m, aeroportul dispune de o singură pistă. Este operat de General Directorate of State Airports (Turkey)⁠(d).